# Конус магический
Конус магический (Conus magus) — вид брюхоногих моллюсков из семейства конусов (Conidae). Как и все виды рода Conus, эти брюхоногие моллюски также являются хищниками и ядовиты. Их яд содержит конотоксины, обладающие мощным нейротоксическим действием. Учитывая, что они способны «жалить» людей, с живыми раковинами конусов следует обращаться очень осторожно, а лучше вообще не трогать.

## Описание

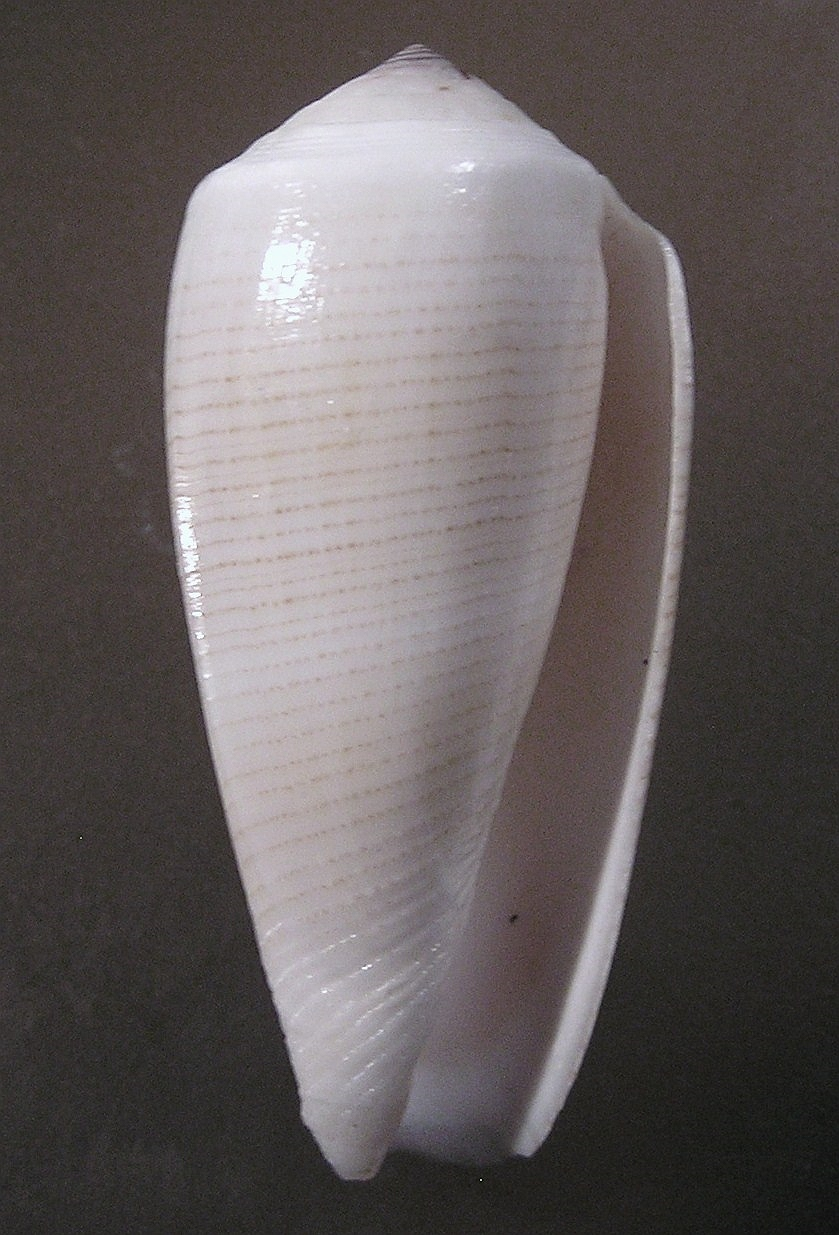
Раковина моллюска

Размер раковины взрослой особи колеблется от 16 до 94 мм. Окрас раковины белый, с голубовато-пепельным оттенком, оранжево-коричневым, каштановым или шоколадным, имеет рисунок из узких прерывистых линий коричневого цвета.

## Яд и применение
Зиконотид (Ziconotide) — это неопиоидный анальгетик, получаемый из одного из пептидов Conus magus, который в 1000 раз сильнее морфина. Синтезированный доктором Балдомеро Оливерой в Университете Юты, данный препарат используется при лечении СПИДа, рака, неврологических расстройств и других заболеваний, сопровождающихся болевым синдромом. Этот препарат предполагается использовать вместо вызывающих наркоманию морфинов. Препарат был одобрен Управлением по контролю качества пищевых продуктов и лекарственных средств США в декабре 2004 года под названием Приалт (Prialt).
Ziconotide блокирует кальциевые каналы в нервных клетках, передающих боль, лишая их возможности передавать болевые сигналы в мозг. Его вводят путем инъекции в спинномозговую жидкость.

## Ареал
Этот морской вид моллюсков встречается в Красном море и Индийском океане у берегов Мадагаскара и Маскаренских островов. Он также встречается на обширной территории Тихого океана от Индонезии до Японии и Маршалловых островов, островов Уоллиса и Футуны, Фиджи, на Филиппинах и у берегов Австралии (Квинсленд).